# Liste der National Historic Sites of Canada in British Columbia
Diese Liste beinhaltet alle Bauwerke, Objekte und Stätten in der kanadischen Provinz British Columbia, die den Status einer National Historic Site of Canada (frz. lieu historique national du Canada) besitzen. Das Historic Sites and Monuments Board of Canada, als Behörde im Geschäftsbereich des kanadischen Bundesumweltministeriums, nahm bisher 94 Stätten in diese Liste auf.(Stand: Juni 2012) Von diesen Stätten werden zurzeit 11 von Parks Canada verwaltet.

## National Historic Sites
| Historische Stätte                                 | Datum                | Kenn- zeichnung | Standort                                               | Beschreibung | Foto                                               |
| -------------------------------------------------- | -------------------- | --------------- | ------------------------------------------------------ | --- | -------------------------------------------------- |
| 223 Robert Street                                  | 1905 (Bauende)       | 1990            | Victoria 48° 25′ 45″ N, 123° 23′ 20″ W                 | Reich verziertes hölzernes Wohnhaus im Queen-Anne-Stil. | 223 Robert Street                                  |
| Abbotsford Sikh Temple                             | 1912 (Bauende)       | 2002            | Abbotsford 49° 3′ 3″ N, 122° 18′ 27″ W                 | Ältester noch bestehender Sikh-Tempel in Kanada; spielte eine wichtige Rolle in der ersten Phase der Sikh-Immigration nach Kanada. | Gur-Sikh-Tempel in Abbotsford                      |
| Abschnitt der Kettle Valley Railway im Myra Canyon | 1914 (Bauende)       | 2002            | Central Okanagan 49° 48′ 13″ N, 119° 18′ 39″ W         | Ein 9,6 km langer Abschnitt einer Bahntrasse mit mehreren Tunneln und Trestle-Brücken aus Stahl und Holz, die als Meisterleistung der Ingenieurskunst gelten.                                                                                 | Abschnitt der Kettle Valley Railway im Myra Canyon |
| Barkerville                                        | 1862 (Gründung)      | 1924            | Barkerville 53° 3′ 57″ N, 121° 31′ 2″ W                | Das Zentrum des Cariboo-Goldrauschs und Katalysator für die wirtschaftliche und politische Entwicklung von British Columbia; die Siedlung wurde zu einer Geisterstadt, doch 1958 begann die Restaurierung.                                    | Barkerville                                        |
| Bay Street Drill Hall                              | 1915 (Bauende)       | 1989            | Victoria 48° 26′ 7″ N, 123° 21′ 50″ W                  | Zweigeschossige Exerzierhalle mit Elementen des Tudorstils; ihre Größe reflektiert die große Zunahme auszubildender Soldaten nach dem Zweiten Burenkrieg.                                                                                     | Bay-Street-Armoury                                 |
| Begbie Hall                                        | 1926 (Bauende)       | 1989            | Victoria 48° 25′ 56″ N, 123° 19′ 36″ W                 | Dreigeschossiges und zweckgebunden errichtetes Wohnheim für Krankenschwestern beim Royal Jubilee Hospital; erinnert an die zunehmende Professionalisierung der Krankenpflege im frühen 20. Jahrhundert.                                       | Begbie Hall                                        |
| Binning Residence                                  | 1941 (Bauende)       | 1998            | West Vancouver 49° 20′ 25″ N, 123° 11′ 48″ W           | Kleines Zweizimmerhaus, erbaut für den Künstler B. C. Binning; ein frühes Beispiel des Neuen Bauens im Wohnhausbau in Kanada. | Binning Residence                                  |
| Boat Encampment                                    | 1811 (erste Nutzung) | 1943            | Warsaw Mountain 52° 7′ 0″ N, 118° 26′ 0″ W             | Von David Thompson entdeckt, war diese Stelle ein bedeutender Umschlagplatz des York Factory Express der Hudson’s Bay Company; 1973 nach dem Bau eines Staudamms unter Wasser gesetzt.                                                        | Boat Encampment                                    |
| Britannia Mines Concentrator                       | 1923 (Bauende)       | 1987            | Britannia Beach 49° 38′ 0″ N, 123° 11′ 59″ W           | Erzanreicherungsanlage (Konzentrator) zur Kupferraffination bei einer von Kanadas größten Minen in den 1920er und 1930er Jahren. | Britannia Mine Museum                              |
| Britannia Shipyard                                 | 1890 (Gründung)      | 1991            | Richmond 49° 7′ 16″ N, 123° 10′ 9″ W                   | Schiffswerft am südlichen Mündungsarm des Fraser River und Teil des historischen Bezirks Cannery Row in Steveston. | Britannia Shipyard                                 |
| Butchart Gardens                                   | 1904 (Gründung)      | 2004            | Brentwood Bay 48° 33′ 55″ N, 123° 28′ 10″ W            | International bekannte Gartenanlage, zum Teil in einem früheren Kalksteinbruch gelegen. | Butchart Gardens                                   |
| CFB Esquimalt                                      | 1865 (Gründung)      | 1995            | Esquimalt 48° 25′ 56″ N, 123° 25′ 55″ W                | Vier historische Stätten im Marinestützpunkt: Her Majesty’s Canadian Dockyard (Schiffswerft), das ehemalige Royal Navy Hospital (Marinekrankenhaus), der Veteranenfriedhof und das Cole Island Magazine (Lagerhaus).                          | CFB Esquimalt                                      |
| Chee Kung Tong Building                            | 1877 (Bauende)       | 2008            | Barkerville 53° 4′ 0″ N, 121° 31′ 0″ W                 | Zweigeschossiges Gebäude aus Holz; ursprünglich von der Organisation Chee Kung Tong genutzt, die sich um chinesische Einwanderer kümmerte. | Chee Kung Tong Building                            |
| Chilkoot Trail                                     | 1896–1900 (Ereignis) | 1987            | Bennett 59° 46′ 3″ N, 135° 6′ 47″ W                    | Traditioneller Verkehrsweg vom Oberlauf des Yukon River über die Coast Mountains zum Taiya Inlet in Alaska; während des Klondike-Goldrauschs von Tausenden von Prospektoren benutzt.                                                          | Chilkoot Trail                                     |
| Chilliwack City Hall                               | 1912 (Bauende)       | 1984            | Chilliwack 49° 10′ 8″ N, 121° 57′ 24″ W                | Gebäude im Beaux-Arts-Stil, das bis 1980 als Rathaus diente; einziges erhalten gebliebenes Rathaus Kanadas aus der Zeit vor 1930, das ausschließlich aus Stahlbeton besteht.                                                                  | Chilliwack City Hall                               |
| Chinatown (Vancouver)                              | 1880 (Gründung)      | 2011            | Vancouver 49° 16′ 48″ N, 123° 5′ 58″ W                 | Die größte und eine der ältesten Chinatowns in Kanada. | Chinatown (Vancouver)                              |
| Chinatown (Victoria)                               | 1858 (Gründung)      | 1995            | Victoria 48° 25′ 46″ N, 123° 22′ 4″ W                  | Älteste Chinatown Kanadas; dominiert von Gebäuden in traditioneller chinesischer Bauweise. | Chinatown (Victoria)                               |
| Chinesischer Friedhof bei Harling Point            | 1903 (Gründung)      | 1995            | Oak Bay 48° 24′ 24″ N, 123° 19′ 23″ W                  | Friedhof am Ufer der Juan-de-Fuca-Straße; Erinnerung an die ersten chinesischen Einwanderer. | Chinesischer Friedhof bei Harling Point            |
| Christ Church                                      | 1861 (Bauende)       | 1994            | Hope 49° 22′ 52″ N, 121° 26′ 39″ W                     | Hölzerne anglikanische Gemeindekirche im neugotischen Stil, errichtet während der Goldrausch-Ära; älteste Kirche in British Columbia auf dem ursprünglichen Fundament.                                                                        | Christ Church                                      |
| Church of Our Lord                                 | 1875 (Bauende)       | 1990            | Victoria 48° 25′ 14″ N, 123° 21′ 52″ W                 | Kirchengebäude der Reformierten Episkopalkirche, entworfen von John Teague; eines der besten Beispiele der „Zimmermannsgotik“ an der Westküste Kanadas.                                                                                       | Church of Our Lord (Victoria)                      |
| Church of the Holy Cross                           | 1906 (Bauende)       | 1981            | Skookumchuck Hot Springs 49° 56′ 19″ N, 122° 24′ 24″ W | Berühmtes Beispiel einer Missionskirche im Stil der „Zimmermannsgotik“, erbaut von Zimmerleuten der In-SHUCK-ch. | Church of the Holy Cross                           |
| Congregation Emanu-El                              | 1863 (Bauende)       | 1979            | Victoria 48° 25′ 39″ N, 123° 21′ 41″ W                 | Älteste erhalten gebliebene Synagoge Kanadas und seltenes Beispiel einer Synagoge im neoromanischen Stil. | Congregation Emanu-El (Victoria)                   |
| Craigdarroch Castle                                | 1890 (Bauende)       | 1992            | Victoria 48° 25′ 21″ N, 123° 20′ 37″ W                 | Herrenhaus im Stil der schottischen Neugotik, erbaut für den Industriellen und Politiker Robert Dunsmuir. | Craigdarroch Castle                                |
| Craigflower Manor House                            | 1856 (Bauende)       | 1964            | View Royal 48° 27′ 10″ N, 123° 25′ 18″ W               | Für die Pugets Sound Agricultural Company erbautes Fachwerkhaus und eines der Hauptgebäude der Craigflower Farm. | Craigflower Manor House                            |
| Craigflower Schoolhouse                            | 1855 (Bauende)       | 1964            | View Royal 48° 27′ 14″ N, 123° 25′ 15″ W               | Für die Kinder der Craigflower Farm und benachbarter Siedlungen errichtetes Schulhaus; ältestes erhalten gebliebenes Schulgebäude im Westen Kanadas.                                                                                          | Craigflower Schoolhouse                            |
| Dominion Astrophysical Observatory                 | 1918 (Bauende)       | 2001            | Saanich 48° 31′ 11″ N, 123° 25′ 5″ W                   | Sternwarte mit neoklassizistischen Verzierungen; war bis in die 1960er Jahre eine der weltweit führenden astrophysikalischen Forschungszentren.                                                                                               | Dominion Astrophysical Observatory                 |
| Doukhobor Suspension Bridge                        | 1913 (Bauende)       | 1995            | Castlegar 49° 19′ 3″ N, 117° 37′ 47″ W                 | Hängebrücke über den Kootenay River, erbaut von Duchoborzen. | Doukhobor Suspension Bridge                        |
| Ehemaliges Gerichtsgebäude (Vancouver)             | 1911 (Bauende)       | 1980            | Vancouver 49° 16′ 58″ N, 123° 7′ 14″ W                 | Ehemaliges Gerichtsgebäude, erbaut im neoklassizistischen Stil; heute Standort der Vancouver Art Gallery. | Ehemaliges Gerichtsgebäude (Vancouver)             |
| Ehemaliges Gerichtsgebäude (Victoria)              | 1888 (Bauende)       | 1981            | Victoria 48° 25′ 34″ N, 123° 22′ 8″ W                  | Das erste bedeutende, durch die Provinzregierung erbaute öffentliche Gebäude; früherer Standort des Obersten Gerichtshofes von British Columbia.                                                                                              | Ehemaliges Gerichtsgebäude (Victoria)              |
| Emily Carr House                                   | 1864 (Bauende)       | 1964            | Victoria 48° 24′ 50″ N, 123° 22′ 12″ W                 | Zweigeschossiges Wohnhaus im Picturesque-Italianate-Stil; Geburtshaus der Künstlerin Emily Carr. | Emily Carr House                                   |
| Empress Hotel                                      | 1908 (Bauende)       | 1981            | Victoria 48° 25′ 19″ N, 123° 22′ 5″ W                  | National bekanntes Eisenbahnhotel im Châteauesque-Neorenaissance-Stil, erbaut für die Canadian Pacific Railway. | Empress Hotel                                      |
| Erste Durchquerung Nordamerikas                    | 1793 (Ereignis)      | 1924            | Bella Coola 52° 22′ 43″ N, 127° 28′ 14″ W              | Stelle am Ufer des Pazifiks (im Sir Alexander Mackenzie Provincial Park), die Alexander MacKenzie während seiner Expedition erreichte und dadurch zum ersten Europäer wurde, der Nordamerika auf dem Landweg durchquerte.                     | Erste Durchquerung Nordamerikas                    |
| Esquimalt and Nanaimo Railway Roundhouse           | 1913 (Bauende)       | 1992            | Victoria 48° 25′ 48″ N, 123° 22′ 52″ W                 | Ringlokschuppen der Esquimalt and Nanaimo Railway, umgeben vom Ausbesserungswerk und Nebengebäuden; seit der Errichtung praktisch unverändert.                                                                                                | Ringlokschuppen der Esquimalt and Nanaimo Railway  |
| Government House                                   | 1959 (Bauende)       | 2002            | Victoria 48° 25′ 6″ N, 123° 20′ 33″ W                  | Rund 15 Hektar große Kulturlandschaft mit der offiziellen Residenz des Vizegouverneurs von British Columbia. | Government House                                   |
| Fisgard Lighthouse                                 | 1888 (Bauende)       | 1981            | Colwood 48° 25′ 49″ N, 123° 26′ 51″ W                  | Der erste dauerhafte Leuchtturm an der Pazifikküste Kanadas, am Eingang zum Hafen von Esquimalt gelegen. | Fisgard Lighthouse                                 |
| Fort Alexandria                                    | 1821 (Gründung)      | 1925            | Alexandria 52° 37′ 59″ N, 122° 27′ 0″ W                | Der letzte von der North West Company gegründete Handelsposten vor der Fusion mit der Hudson’s Bay Company; keine oberirdischen Überreste vorhanden.                                                                                          | Fort Alexandria                                    |
| Fort Hope                                          | 1848 (Gründung)      | 1927            | Hope 49° 22′ 43″ N, 121° 26′ 40″ W                     | Standort eines Handelspostens der Hudson’s Bay Company. | Fort Hope National Historic Site Gedenkstein       |
| Fort Kamloops                                      | 1812 (Gründung)      | 1924            | Kamloops 50° 40′ 44″ N, 120° 20′ 20″ W                 | Standort von Handelsposten der North West Company und der Hudson’s Bay Company. |                                                    |
| Fort Langley                                       | 1839 (Gründung)      | 1923            | Fort Langley 49° 10′ 5″ N, 122° 34′ 18″ W              | Standort eines Handelsposten der Hudson’s Bay Company am Südufer des Fraser River; hier wurde 1858 die Kolonie British Columbia proklamiert.                                                                                                  | Fort Langley                                       |
| Fort McLeod                                        | 1805 (Gründung)      | 1953            | McLeod Lake 54° 59′ 5″ N, 123° 2′ 43″ W                | Standort des ersten Pelzhandelspostens der North West Company westlich der Rocky Mountains; zwei Jahrzehnte lang die einzige Verbindung zwischen beiden Seiten des Gebirges.                                                                  | Fort McLeod                                        |
| Fort Rodd Hill                                     | 1898 (Bauende)       | 1958            | Colwood 48° 25′ 57″ N, 123° 27′ 0″ W                   | Küstenbefestigung mit drei Artilleriebatterien, erbaut zum Schutz des Hafens und der Marinebasis von Esquimalt. | Fort Rodd Hill                                     |
| Fort St. James                                     | 1806 (Gründung)      | 1948            | Fort St. James 54° 26′ 6″ N, 124° 15′ 26″ W            | Wiederhergestellter Pelzhandelsposten am Stuart Lake, gegründet von Simon Fraser; Hauptquartier des New Caledonia District der Hudson’s Bay Company von 1826 bis 1862.                                                                        | Fort St. James                                     |
| Fort St. John                                      | 1806 (Gründung)      | 1958            | Fort St. John 56° 12′ 9″ N, 120° 49′ 34″ W             | Standort eines Pelzhandelspostens der North West Company. |                                                    |
| Fort Steele                                        | 1887 (Gründung)      | 1925            | Fort Steele 49° 37′ 0″ N, 115° 38′ 0″ W                | Der erste Stützpunkt der North-West Mounted Police in British Columbia, gegründet von Superintendent Sam Steele. | Fort Steele                                        |
| Fort Victoria                                      | 1843 (Gründung)      | 1924            | Victoria 48° 25′ 33″ N, 123° 22′ 7″ W                  | Handelsposten der Hudson’s Bay Company, Zentrum des Handels in den britischen Territorien westlich der Rocky Mountains; Versammlungsort des ersten Parlaments von Vancouver Island.                                                           | Fort Victoria                                      |
| Gastown Historic District                          | 1867 (Gründung)      | 2009            | Vancouver 49° 17′ 4″ N, 123° 6′ 32″ W                  | Historisches Geschäftsviertel mit Gebäuden, die überwiegend aus der Zeit zwischen 1886 und 1914 stammen; das erste Stadtzentrum Vancouvers.                                                                                                   | Gastown Historic District                          |
| Gitwangak Battle Hill                              |                      | 1971            | Kitwanga 55° 7′ 16″ N, 128° 1′ 5″ W                    | Überreste eines befestigten Dorfes der Gitxsan am Kitwanga River, aus der Zeit von ca. 1700 bis 1835. | Gitwangak Battle Hill                              |
| Gulf of Georgia Cannery                            | 1894 (Gründung)      | 1976            | Steveston 49° 7′ 30″ N, 123° 11′ 12″ W                 | Verschiedene Holzbauten auf einem Kai, die für die Verarbeitung und das Eindosen von Fisch verwendet wurden; im einst bedeutendsten Fischerdorf an der Westküste gelegen.                                                                     | Gulf of Georgia Cannery                            |
| Hatley Park                                        | 1913 (Bauende)       | 1995            | Colwood 49° 7′ 30″ N, 123° 11′ 12″ W                   | Ein 229 Hektar großer Landschaftsgarten mit dem Hatley Castle im Zentrum; dieses Gebäude im Tudorstil war von 1940 bis 1995 Sitz der Militärakademie Royal Roads Military College.                                                            | Hatley Park                                        |
| Howse Pass                                         |                      | 1978            | Blaeberry River 51° 48′ 54″ N, 116° 46′ 20″ W          | Ein Verkehrsweg des frühen 19. Jahrhunderts über die Rocky Mountains. | Camp am Howse Pass um 1902                         |
| Kaslo Municipal Hall                               | 1891 (Bauende)       | 1994            | Kaslo 49° 54′ 38″ N, 116° 54′ 18″ W                    | Zweigeschossiges Fachwerkhaus mit Walmdach; das älteste erhalten gebliebene Rathaus auf dem Festland von British Columbia. | Das alte Rathaus                                   |
| Kicking Horse Pass                                 | 1858 (Ereignis)      | 1995            | Yoho-Nationalpark 51° 27′ 9″ N, 116° 17′ 7″ W          | Bedeutender Verkehrskorridor für Straße und Schiene über die Rocky Mountains. | Kicking Horse Pass                                 |
| Kiix?in (Dorf und Festung)                         | ca. 1000 v. Chr.     | 1971            | Barkley Sound 48° 48′ 55″ N, 125° 10′ 30″ W            | Dorf und Festung der Huu-ay-aht; die einzige Siedlung einer First Nation an der Küste von British Columbia, die noch immer maßgeblich traditionelle Architektur aufweist.                                                                     |                                                    |
| Kitselas Canyon                                    |                      | 1972            | Kitselas 54° 34′ 31″ N, 128° 39′ 48″ W                 | Ein Canyon am Skeena River, der seit rund 5000 Jahren von Ureinwohnern besiedelt wird; Standort von zwei Dörfern der Tsimshian aus dem 19. Jahrhundert.                                                                                       | Kitselas Canyon                                    |
| Kitwankul                                          |                      | 1972            | Gitanyow 55° 16′ 0″ N, 128° 4′ 0″ W                    | Ein Dorf der Gitxsan, wird seit den 1990er Jahren als Gitanyow bezeichnet. | Monument                                           |
| Kiusta Village                                     |                      | 1972            | Graham Island 54° 10′ 38″ N, 133° 1′ 31″ W             | Ein ehemaliges Dorf der Haida. | historische Zeichnung eines örtlichen Hauses       |
| Kootenae House                                     | 1807 (Bauende)       | 1934            | Invermere 50° 31′ 36″ N, 116° 2′ 44″ W                 | Standort eines früheren Handelspostens der North West Company; Basislager von David Thompson bei der Erforschung des Columbia River. Gelegentlich auch Kootanae House geschrieben.                                                            |                                                    |
| Lions Gate Bridge                                  | 1938 (Bauende)       | 2005            | Vancouver 49° 18′ 55″ N, 123° 8′ 18″ W                 | Hängebrücke über den Burrard Inlet und bedeutende Verkehrsverbindung in der Agglomeration von Vancouver; zum Zeitpunkt der Eröffnung die längste Hängebrücke im britischen Empire.                                                            | Lions Gate Bridge                                  |
| Malahat Building                                   | 1875 (Bauende)       | 1987            | Victoria 48° 25′ 28″ N, 123° 22′ 12″ W                 | Ehemaliges Zollhaus; ein seltenes erhalten gebliebenes Beispiel eines Gebäudes der Bundesverwaltung im Second-Empire-Stil. | Malahat Building                                   |
| Marpole Midden                                     | 1892 (Grabung)       | 1933            | Vancouver 49° 12′ 19″ N, 123° 8′ 17″ W                 | Eine der größten archäologischen Fundstätten im Westen Kanadas; enthält die Überreste einer Siedlung der Küsten-Salish. | Denkmal zur Marpole Midden                         |
| McLean Mill                                        | 1925 (Gründung)      | 1989            | Port Alberni 49° 18′ 39″ N, 124° 49′ 38″ W             | Ein seltenes erhalten gebliebenes Beispiel eines Sägewerks des frühen 20. Jahrhunderts, auf einem 13 Hektar großen Forstgelände im Alberni Valley auf Vancouver Island gelegen.                                                               | McLean Mill                                        |
| Metlakatla Pass                                    |                      | 1972            | Metlakatla 54° 19′ 27″ N, 130° 27′ 29″ W               | Traditioneller Überwinterungsort der Tsimshian auf Pike Island, einer Insel am nördlichen Zugang zum Hafen Prince Rupert. |                                                    |
| Motor Vessel BCP 45                                | 1927 (Bauende)       | 2005            | Campbell River 49° 59′ 48″ N, 125° 13′ 47″ W           | Eines der ältesten und am besten erhaltenen hölzernen Ringwadenfischerboote, typisch für die Fischerei an der Westküste; von 1972 bis 1986 auf der kanadischen Fünf-Dollar-Note abgebildet.                                                   | Motor Vessel BCP 45                                |
| Nan Sdins                                          |                      | 1981            | Gwaii Haanas 52° 5′ 53″ N, 131° 12′ 59″ W              | Auch als Ninstints bekannt; Überreste von Langhäusern und Totempfählen der Haida; zum Welterbe der UNESCO erklärt. | Nan Sdins                                          |
| New Gold Harbour Area                              |                      | 1972            | Moresby Island 52° 48′ 28″ N, 132° 3′ 53″ W            | Überreste einer Siedlung der Haida. |                                                    |
| Nikkei Internment Memorial Centre                  | 1994 (Eröffnung)     | 2007            | New Denver 49° 59′ 12″ N, 117° 22′ 31″ W               | Am Slocan Lake gelegenes Zentrum zur Erinnerung an die Lager, in denen während des Zweiten Weltkriegs die japanischstämmigen Kanadier der Westküste interniert wurden.                                                                        | Nikkei Internment Memorial Centre                  |
| North Pacific Cannery                              | 1889 (Gründung)      | 1985            | Port Edward 54° 11′ 40″ N, 130° 13′ 29″ W              | Fabrik zum Eindosen von Lachsen; bestehend aus einer relativ intakten Ansammlungen von Gebäuden, die über 100 Jahre Fischfangindustrie an der Westküste repräsentieren.                                                                       | North Pacific Cannery                              |
| Orpheum Theatre                                    | 1927 (Bauende)       | 1979            | Vancouver 49° 16′ 48″ N, 123° 7′ 13″ W                 | Eine der wenigen Kinokomplexe der ersten Hälfte des 20. Jahrhunderts, die in Kanada bis heute praktisch unverändert erhalten geblieben sind.                                                                                                  | Orpheum Theatre                                    |
| Pemberton Memorial Operating Room                  | 1896 (Bauende)       | 2005            | Victoria 48° 25′ 58″ N, 123° 19′ 39″ W                 | Achteckiger Operationssaal im Royal Jubilee Hospital; seltenes erhalten gebliebenes Beispiel einer chirurgischen Einrichtung des späten 19. Jahrhunderts.                                                                                     | Pemberton Memorial Operating Room                  |
| Point Atkinson Lighthouse                          | 1912 (Bauende)       | 2005            | West Vancouver 49° 20′ 5″ N, 123° 15′ 42″ W            | Ein 19 Meter hoher, sechseckiger Leuchtturm am Burrard Inlet gegenüber von Vancouver; ein frühes Beispiel dieses Bautyps. | Point Atkinson Lighthouse                          |
| Point Ellice House / O’Reilly House                | 1912 (Bauende)       | 1966            | Victoria 48° 26′ 10″ N, 123° 22′ 38″ W                 | Viktorianisches Landhaus des prominenten Kolonialbeamten Peter O’Reilly; Landhaus und Garten gehören zu den besten Beispielen des Picturesque in Kanada.                                                                                      | Point Ellice House                                 |
| Powell River Townsite Historic District            | 1911 (Gründung)      | 1995            | Powell River 49° 52′ 21″ N, 124° 32′ 53″ W             | Wohnviertel mit hölzernen Fachwerkhäusern für die Arbeiter der nahe gelegenen Papierfabrik; sehr gut erhaltenes Beispiel einer geplanten Industriestadt.                                                                                      | Powell River Townsite Historic District            |
| Rogers Building                                    | 1903 (Bauende)       | 1991            | Victoria 48° 25′ 26″ N, 123° 22′ 5″ W                  | Geschäftsgebäude der viktorianischen Ära mit Ladenfassade im Queen-Anne-Stil, intaktes Interieur und dekorative Elemente. | Roger Building in Victoria, BC                     |
| Rogers Pass                                        |                      | 1971            | Glacier-Nationalpark 48° 25′ 26″ N, 123° 22′ 4″ W      | Passübergang in den Selkirk Mountains; entscheidend bei der Entwicklung der Hauptlinie der Canadian Pacific Railway zu einem bedeutenden nationalen Verkehrsweg.                                                                              | Rogers Pass                                        |
| Rossland Court House                               | 1901 (Bauende)       | 1980            | Rossland 49° 4′ 38″ N, 117° 47′ 44″ W                  | Aus Backsteinen errichtetes Gerichtsgebäude, das vor allem durch seine imponierende Lage an einem steilen Hang besticht. | Rossland Court House                               |
| Royal Theatre                                      | 1913 (Bauende)       | 1987            | Victoria 48° 25′ 24″ N, 123° 21′ 44″ W                 | Errichtet durch die Victoria Opera House Company, diente dieses Gebäude als Veranstaltungsort für Theater-, Musical- und Vaudeville-Vorstellungen; zwischenzeitlich ein Kino und seit 1972 wieder ein Theater.                                | Royal Theatre                                      |
| S.S. Moyie                                         | 1898 (Bauende)       | 1958            | Kaslo 49° 54′ 42″ N, 116° 54′ 8″ W                     | Ein Raddampfer des späten 19. Jahrhunderts, seit 1958 am Ufer des Kootenay Lake fest verankert; damals ältester noch in Betrieb befindlicher Raddampfer, der in Kanada gebaut wurde.                                                          | S.S. Moyie                                         |
| Saint Paul’s Roman Catholic Church                 | 1884 (Bauende)       | 1980            | North Vancouver 49° 18′ 57″ N, 123° 5′ 17″ W           | Römisch-katholisches Kirchengebäude im neugotischen Stil mit zwei Türmen; älteste erhalten gebliebene Missionskirche in der Region. | Saint Paul’s Roman Catholic Church                 |
| Similkameen Spirit Trail                           |                      | 2007            | Hedley 49° 24′ 7″ N, 120° 15′ 29″ W                    | Kulturelle Landschaft, die über 4000 Jahre Geschichte der Upper Similkameen illustriert; bestehend aus einem Pfad, der drei Stätten miteinander verbindet.                                                                                    | Similkameen Spirit Trail                           |
| Skedans                                            |                      | 2007            | Gwaii Haanas 52° 57′ 52″ N, 131° 36′ 29″ W             | Ehemaliges Dorf der Haida. | Skedans                                            |
| St. Andrew’s Cathedral                             | 1892 (Bauende)       | 1990            | Victoria 48° 25′ 32″ N, 123° 21′ 45″ W                 | Römisch-katholische Kathedrale im neugotischen Stil; Sitz des Bistums Victoria. | St. Andrew’s Cathedral                             |
| St. Ann’s Academy                                  | 1871 (Bauende)       | 1989            | Victoria 48° 25′ 8″ N, 123° 21′ 49″ W                  | Monumentales Backsteingebäude, das mehr als ein Jahrhundert lang als wichtiges Bildungsinstitut diente. | St. Ann’s Academy                                  |
| St. Roch                                           | 1928 (Bauende)       | 1962            | Vancouver 49° 16′ 39″ N, 123° 8′ 50″ W                 | Schoner der Royal Canadian Mounted Police, der dauerhaft im Vancouver Maritime Museum ausgestellt ist; erstes Schiff, das die Nordwestpassage in West-Ost-Richtung vollendete.                                                                | St. Roch                                           |
| Stanley Park                                       | 1888 (Gründung)      | 1988            | Vancouver 49° 18′ 14″ N, 123° 8′ 53″ W                 | 405 Hektar große Parkanlage auf einer Halbinsel, die früher als zeremonielle Stätte der First Nations und als militärisches Sperrgebiet der Briten diente; größter Stadtpark in Kanada.                                                       | Vancouver mit dem Stanley Park im Vordergrund      |
| Stave Falls Dam                                    | 1912 (Bauende)       | 2003            | Mission 49° 13′ 44″ N, 122° 21′ 22″ W                  | Gut erhaltenes Beispiel eines typischen Wasserkraftwerks des frühen 20. Jahrhunderts; dient heute noch der Stromproduktion und ist im Besitz von BC Hydro.                                                                                    | Stave Falls Dam                                    |
| Tanu                                               |                      | 1986            | Gwaii Haanas 53° 1′ 30″ N, 131° 46′ 30″ W              | Ehemaliges Dorf der Haida. | Totem pole aus Tanu                                |
| Triple Island Lighthouse                           | 1920 (Bauende)       | 1974            | Triple Island 54° 17′ 41″ N, 130° 52′ 50″ W            | Achteckiger Leuchtturm auf einer kleinen Insel in der Hecate-Straße; die Sturmwinde und die hohe Flut machten den Bau des Leuchtturms zu einem äußerst gefährlichen Unterfangen.                                                              | Triple Island Lighthouse                           |
| Twin Falls Tea House                               | 1910 (Bauende)       | 1992            | Yoho-Nationalpark 51° 32′ 45″ N, 116° 31′ 39″ W        | Eine Log Cabin, die als Raststätte für Wanderer dient; typische Einrichtung für die Freizeitgestaltung in kanadischen Nationalparks. | Twin Falls Tea House                               |
| Victoria City Hall                                 | 1890 (Bauende)       | 1977            | Victoria 48° 25′ 42″ N, 123° 21′ 53″ W                 | Eine der am besten erhaltenen Beispiele eines öffentlichen Gebäudes im Second-Empire-Stil im Westen Kanadas. | Victoria City Hall                                 |
| Vogue Theatre                                      | 1941 (Bauende)       | 1993            | Victoria 49° 16′ 47″ N, 123° 7′ 18″ W                  | Gebäude, das sowohl für Theater- als auch für Kinovorführungen entworfen wurde; bekanntes und gut erhaltenes Beispiel der Stromlinien-Moderne in Kanada.                                                                                      | Vogue Theatre                                      |
| Weir’s (Taylor’s) Beach Earthworks Site            |                      | 1974            | Metchosin 48° 22′ 55″ N, 123° 32′ 17″ W                | Prähistorische Erdaufschüttung auf Vancouver Island. |                                                    |
| Whaler’s Shrine Site                               |                      | 1983            | Yuquot 49° 35′ 29″ N, 126° 37′ 0″ W                    | Ursprünglicher Standort des bedeutendsten Monuments im Zusammenhang mit der Walfangkultur der Nuu-chah-nulth; der Schrein wurde 1905 von einem Anthropologen entfernt und wird gegenwärtig im American Museum of Natural History ausgestellt. | Whaler’s Shrine House                              |
| X̲á:ytem / Hatzic Rock                              |                      | 1992            | Mission 49° 9′ 7″ N, 122° 15′ 2″ W                     | Wohnstätte der Stó:lō. | X̲á:ytem / Hatzic Rock                              |
| Yan Village Indian Site                            |                      | 1972            | Masset 54° 3′ 49″ N, 132° 14′ 22″ W                    | Ehemaliges Dorf der Haida. |                                                    |
| Yuquot                                             |                      | 1923            | Yuquot 49° 36′ 0″ N, 126° 37′ 0″ W                     | Zentrum der sozialen, politischen und wirtschaftlichen Welt der Mowachaht-Muchalaht; erster Treffpunkt von Europäern und Ureinwohnern an der Westküste Kanadas; Unterzeichnung der Nootka-Konventionen.                                       | Yuquot                                             |